# Суворова, Ольга Александровна
Ольга Александровна Суворова (1 (14) июня 1906 — ?) — казахский советский ученый-химик, организатор науки, доктор химических наук (1963), профессор (1970), лауреат Сталинской премии (1950).

## Биография
Ольга Суворова родилась 14 июня 1906 года в Вологде. В 1933 году окончила основной курс Ленинградского государственного педагогического института имени А. И. Герцена. После окончания аспирантуры в том же вузе защитила диссертацию по химии выполненную под руководством первого советского химика-методиста Вадима Верховского.
С 1937 по 1969 гг. — заведующий кафедрой химии Казахского педагогического института имени Абая. Под её руководством в течение 30 лет кафедра активно занималась как разработкой учебно-методических вопросов преподавания химии так и научной работой.
Ольга Александровна Суворова — автор (соавтор) учебно-методических пособий «О связи преподавания химии с практикой и задачами социалистического строительства» (1940), «Задачи и работы по химии» (1941), в которых изложены методы и способы решения химических задач, описаны техника и методика лабораторных опытов по получению и отделению друг от друга, газообразных и других веществ, использование в учебном процессе и практической деятельности достижений тогдашней химической науки и промышленности того времени. Под руководством Ольги Суворовой кафедра химии Казахского пединститута превратилась в основной учебно-методический центр Казахстана по химии, деятельность которого впоследствии успешно продолжили её ученики И. Н. Нугуманов, А. Ф. Сейтжанов, С. Н. Мусабеков, А. Мирзабаев, Б. Н. Алмашев, К. А. Нурумбетов и другие. Среди учебно-методических исследований можно выделить два основных направления — межпредметные связи и дидактические основы преподавания химии.
С 1944 до 1952 года, одновременно с работой в Казахском пединституте, Ольга Александровна Суворова — научный сотрудник казахстанского отделения Института металлургии АН СССР. Основным направлением научной работы Суворовой стала разработка важных для промышленности Казахстана научных исследований, в частности выделение редкоземельных металлов электрохимическими методами, в частности, исследования электрохимии рения — восстановление (цементация) рения металлическим цинком и железом с целью выделения рения из разбавленных растворов. Ольга Александровна разработала и внедрила в производство метод получения рения из заводских шлаков. За эту работу Ольге Александровне Суворовой в 1950 году была присуждена Сталинская премия. Материалы исследования электроосаждения рения из водных растворов стали основой докторской диссертации Суворовой, которую она защитила в феврале 1963 года.
С 1970 года — профессор. Под руководством А. А. Суворовой научные исследования в области электрохимии проводили К. А. Аханбаев, В. А. Бобров, Б. Н. Алмаши, К. А. Нурумбетов, Я. Н. Сушков. Ольга Суворова автор более 34 научных работ и 4 авторских свидетельств.
Судьба Ольги Александровны Суворовой после 1976 года неизвестна. Время смерти и место захоронения невизвестны.